# Eric Williams (politico)
Eric Eustace Williams TC CH (Port of Spain, 25 settembre 1911 – Port of Spain, 29 marzo 1981) è stato un politico, storico ed economista trinidadiano.
Considerato il "Padre della Nazione", guidò l'allora colonia britannica di Trinidad e Tobago all'indipendenza, ottenuta il 31 agosto 1962. Alla guida del People's National Movement, Williams ottenne una serie ininterrotta di vittorie alle elezioni fino alla sua morte nel 1981.

## Opere
Nella sua opera più importante, il saggio Capitalismo e schiavitù (1966), Williams cerca di dimostrare che la tratta atlantica degli schiavi sia stata il motore della rivoluzione industriale in Gran Bretagna. Invece di basare la sua argomentazione sul collegamento tecnologico diretto tra l'industria britannica e le piantagioni schiavistiche del Nuovo Mondo, Williams scelse di avanzare una tesi più sottile e assai più difficile da dimostrare, ovvero che furono i profitti del commercio degli schiavi attraverso l'Atlantico a finanziare in misura sostanziale la rivoluzione industriale. Nella prefazione al suo libro, Williams (1966) lo descrisse come "uno studio strettamente economico sul ruolo della schiavitù dei negri e della tratta degli schiavi nel fornire il capitale che finanziò la rivoluzione industriale in Inghilterra, e del capitalismo industriale maturo nel distruggere il sistema della schiavitù". Le prove di Williams erano in gran parte di natura aneddotica, con la citazione di numerosi casi particolari di individui o famiglie con noti rapporti con la tratta degli schiavi che effettuarono investimenti nel settore manifatturiero o in attività connesse come la costruzione di ferriere o canali.
La cosiddetta "tesi di Williams" ha avuto un'enorme influenza sulla storiografia della rivoluzione industriale.